# Orbitocyclina
Orbitocyclina es un género de foraminífero bentónico de la subfamilia Pseudorbitellinae, de la familia Pseudorbitoididae, de la superfamilia Rotalioidea, del suborden Rotaliina y del orden Rotaliida. Su especie tipo es Lepidorbitoides minima. Su rango cronoestratigráfico abarca desde el Campaniense hasta el Maastrichtiense (Cretácico superior).

## Clasificación
Orbitocyclina incluye a las siguientes especies:
- Orbitocyclina ariyalurensis †
- Orbitocyclina cardenasensis †
- Orbitocyclina minima †
- Orbitocyclina nortoni †
- Orbitocyclina palmerae †
- Orbitocyclina rutteni †
  - Orbitocyclina rutteni armata †
- Orbitocyclina schencki †

En Orbitocyclina se han considerado los siguientes subgéneros:
- Orbitocyclina (Orbitocyclinoides), también considerado como género Orbitocyclinoides y aceptado como Lepidorbitoides
- Orbitocyclina (Pseudorbitella), aceptado como género Pseudorbitella